# 東海國立大學機構
國立大學法人東海國立大學機構（日语：／ Tōkai Kokuritsu Daigaku Kikō），簡稱東海機構或THERS，是一所本部位於日本愛知縣名古屋市的日本國立大學法人。
這是日本首例「一法人複數大學」的新型體系。成員2校的學生總數、經費總和可排入全國前三名。

## 沿革
- 2004年4月，名古屋大學、岐阜大學在內的全日本的國立大學，依法國立大學法人化。「國立大學法人名古屋大學」、「國立大學法人岐阜大學」正式成立。
- 2018年3月，國立大學法人名古屋大學成為全國5校「指定國立大學法人」。
- 2018年12月，國立大學法人名古屋大學、國立大學法人岐阜大學簽署「法人合併意向書」。最初曾計畫整合三重大學，但未實現。[1][2]
- 2019年5月，日本國會修法，同意「國立大學法人東海國立大學機構（暫稱）」於2020年成立。[3][4]
- 2020年4月1日，「國立大學法人東海國立大學機構」正式成立。[5]

## 成員
- 國立大學法人東海國立大學機構岐阜大學
- 國立大學法人東海國立大學機構名古屋大學

## 註腳
1. ↑  . 名古屋大学.   [2018年12月26日]. （原始内容存档于2020年2月16日）.
2. ↑  . 岐阜大学.   [2018年12月26日]. （原始内容存档于2019年4月10日）.
3. ↑  . 名古屋大学.   [2019年5月18日]. （原始内容存档于2021年1月18日）.
4. ↑  . 岐阜大学.   [2019年5月18日]. （原始内容存档于2019年5月26日）.
5. ↑  「東海国立大学機構発足 岐阜大と名大、県境越え初の統合」 （页面存档备份，存于）岐阜新聞Web（2020年4月2日）2020年6月14日閲覧

## 外部連結
- 國立大學法人東海國立大學機構 （页面存档备份，存于）